# Каратэ-пацан
«Каратэ́-паца́н» (англ. The Karate Kid; другие названия: «Па́рень-карати́ст», «Малы́ш-каратист») — художественный фильм Харальда Цварта, ремейк одноимённого фильма 1984 года и пятый фильм франшизы. «Каратэ-пацан», известный как Kung Fu Dream в Китае и «Лучший парень» в Японии и Южной Корее, — фильм 2010 года в жанре боевых искусств. Создан при финансовой поддержке Джеки Чана, а также родителями Джейдена Смита — Джадой Пинкет-Смит и Уиллом Смитом.
«Каратэ-пацан» был выпущен в прокат в Соединённых Штатах 11 июня 2010 года и в Сингапуре на день раньше, 10 июня 2010 года. Сиквел, «Каратэ-пацан: Легенды», являющийся кроссовером с оригинальной тетралогией, выйдет 30 мая 2025 года.

## Сюжет
После смерти мужа и закрытия завода в Детройте Шерри Паркер вместе с 12-летним сыном Дреем (Джейден Смит) переезжает в Пекин. Дрей знакомится с юной скрипачкой Мэй Инь, но встречает банду хулиганов во главе с Чэном, который также неравнодушен к девочке. Чэн избивает Дрея, а после третирует его, учась с ним в одной школе. В поисках выхода из этой ситуации Дрей заинтересовывается восточными единоборствами и приходит в школу кунг-фу «Дерущиеся драконы», но ретируется оттуда, заметив среди учеников Чэна. Он подстраивает каверзу, облив Чэна и его друзей помоями, но те догоняют и жестоко избивают его. Товарищ Чэна, Лян, просит прекратить избиение, но Чэн говорит: «Ты разве забыл, чему нас учили? Нет слабости. Нет боли. Нет пощады». Он собирается добить Дрея, но ему мешает появившийся мистер Хан (Джеки Чан), слесарь дома, где живёт Дрей. Шайка Чэна набрасывается на заступника, но тот, оказавшийся мастером кунг-фу, виртуозно отбивается от шестёрки подростков, подставляя их под удары друг друга.
Хан и Дрей отправляются в школу «Дерущихся драконов». Они видят, как жестокий учитель Ли заставляет Ляна добить поверженного противника. Хан просит мира, но Ли заявляет, что они оскорбили его школу, и требует, чтобы один из них дрался. Хан заявляет, что Дрей будет драться на предстоящем открытом турнире по кунг-фу, и просит Ли оставить мальчика в покое до этого времени. Ли поднимает его на смех, но соглашается, обещая причинить боль им обоим, если Дрей выступит плохо.
Мастер Хан заставляет Дрея часами, день за днём, надевать куртку, снимать её, бросать на пол, поднимать, вешать на вешалку, снимать с вешалки, и снова надевать. Мальчик отказывается продолжать, но Хан внезапно демонстрирует ему базовую технику на основе этих движений. Они совершают поездку в горы Удан, где Хан учился кунг-фу. Дрей встречается на выходных с Мэй Ин, и та опаздывает на прослушивание. Родители запрещают ей встречаться с Дреем. Однако он с помощью мистера Хана создаёт письмо с извинениями её отцу, который принимает его и позволяет Мэй Ин пойти на турнир.
Однажды Дрей случайно становится свидетелем необычной сцены: Хан кувалдой разбивает старую машину, которую ремонтировал целый год. Оказывается, много лет назад Хан, не справившись с управлением именно этой машины, попал в аварию, в результате которой погибла его семья — жена и десятилетний сын. Хан постоянно винит себя в гибели близких, и, чтобы справиться с этим чувством, ремонтирует роковой автомобиль, а потом разбивает его снова. Дрей предлагает ему начать очередной урок кунг-фу, тем самым давая Хану понять, что ему есть для чего жить. Хан понимает, что жизнь не закончена, и с новой силой возобновляет занятия.
На турнире Дрей проходит в полуфинал, где встречается с Ляном. Мастер Ли требует от ученика сломать ногу противнику. Лян хоть и не желает этого, но сбивает с ног Дрея и наносит ему удары по ноге. Судьям приходится силой растаскивать соперников, Лян дисквалифицирован, Чэн проходит в финал. Доктор заявляет, что Дрей не сможет продолжать бой, но тот, превозмогая себя, выходит на бой с Чэном. Ли приказывает Чэну бить в повреждённую ногу Дрея, и тот наносит удар ногой в прыжке в ногу Дрея. Однако Дрей, собравшись с силами, вспоминает, как в горах Удан змея повторяла движения мастера кун-фу. Ему удаётся также задурить Чэна и нанести ему удар в голову, побеждая на турнире. Чэн сам вручает приз победителю; он и его товарищи демонстрируют уважение мистеру Хану.

## В ролях
| Актёр             | Роль                    |
| ----------------- | ----------------------- |
| Джеки Чан         | мистер Хан              |
| Джейден Смит      | Дрей Паркер             |
| Тараджи П. Хенсон | Шерри Паркер, мать Дрея |
| Ван Чжэньвэй      | Чэн                     |
| Юй Жунгуан        | Мастер Ли               |
| Хань Вэньвэнь     | Мэй Инь                 |

## Создание фильма
10 ноября 2008 года журнал Variety сообщил, что началась работа над ремейком фильма «Парень-каратист». В ремейке будет похожая сюжетная линия с некоторыми изменениями". 22 июня 2009 года в китайском квартале Лос-Анджелеса, перед толпой, собравшейся на концерт, Джеки Чан заявил, что отправляется в Пекин для съёмок в фильме в качестве учителя главного героя.
Съёмки фильма проходили в Пекине и, начавшись в июле, закончились 16 октября 2009 года.
За время создания фильма у него несколько раз менялось название: сначала — «Парень-каратист» (англ. The Karate Kid), потом — «Парень-кунфуист» (англ. The Kung Fu Kid), но в конце концов было решено, что фильм выйдет под обоими названиями: в Азии — второй вариант, в большинстве остальных стран — первый. Такое противоречие вызвано тем, что на самом деле в фильме используется искусство кунг-фу, а не каратэ. Российская локализация названия — «Каратэ-пацан».

## Альтернативная концовка
- На Blu-ray вышла альтернативная концовка, где мастер Ли хочет ударить Чэна в наказание за поражение, но Хан его останавливает. Между Ли и Ханом завязывается драка, в которой оба демонстрируют своё мастерское владение кунг-фу в характерном для фильмов Джеки Чана стиле, используя окружение и подручные предметы. В итоге Хану удаётся победить мастера Ли, после чего он хотел добить его, произнося при этом девиз школы «Дерущихся Драконов», отрицающий пощаду к противнику. Однако Дрей останавливает его. Они вместе уходят из зала. Поднимающийся Ли всё-таки получает свой последний удар — от идущей следом матери Дрея.

## Продолжение
В сентябре 2022 года стало известно, что продолжение находится в разработке, а премьера фильма намечена на 7 июня 2024 года. В августе 2023 года объявили, что съёмки нового фильма «Каратэ-пацан: Легенды» начнутся уже в сентябре в Монреале, а премьера перенесена на 13 декабря 2024 года. В ноябре 2023 года стало известно, что Ральф Маччио вернётся к роли Дэниела Ларуссо из оригинальной трилогии и сериала «Кобра Кай», тем самым подтверждая, что они и ремейк разворачиваются в одной вымышленной вселенной.